# Vícar
Vícar es una localidad y municipio español situado en la parte oriental de la comarca del Poniente Almeriense, en la provincia de Almería, comunidad autónoma de Andalucía. Limita con los municipios de Roquetas de Mar, La Mojonera, El Ejido, Dalías, Felix y Enix. Cuenta con una población de 28 835 habitantes (INE 2024).
El municipio vicario comprende los núcleos de población de La Gangosa —el más habitado—, Las Cabañuelas, Puebla de Vícar, Llanos de Vícar, La Envía, Archilla, El Parador, Cañada Sebastiana, La Lomilla, La Cimilla, El Congo, Vícar —capital municipal—, Marín, El Llano y Yegua Verde.

## Toponimia
Está todavía poco claro el origen del nombre de Vícar. Su administración municipal apuesta por una procedencia árabe, abqar, buscando el prosaico significado de lugar del que proceden los genios; aunque por otro lado sopesa una segunda opción latina, muy similar a la de Bacares.

## Geografía

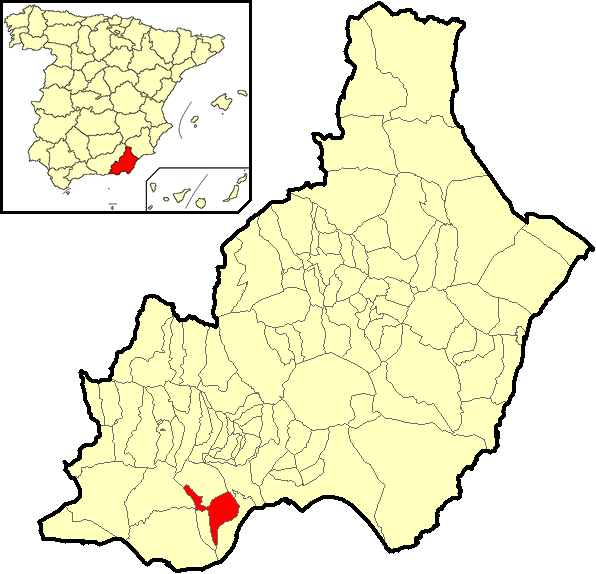
Extensión del municipio en la provincia de Almería

Integrado en la comarca del Poniente Almeriense, se encuentra situado a 21 kilómetros de la capital provincial, a 149 de Granada, a 238 de Jaén y a 240 de Murcia. El término municipal está atravesado por la A-7 (Autovía del Mediterráneo) entre los pK 421 y 429, así como por la carretera N-340a, paralela a la anterior, y por la autovía A-1051, que permite la comunicación con Roquetas de Mar.
Su altitud es de 106 m sobre el nivel del mar y su extensión superficial es de 64,29 km².
| Noroeste: Dalías y Felix      | Norte: Felix                       | Nordeste: Enix           |
| Oeste: El Ejido y La Mojonera |                                    | Este: Roquetas de Mar    |
| Suroeste: La Mojonera         | Sur: La Mojonera y Roquetas de Mar | Sureste: Roquetas de Mar |

### Orografía
La zona de mayor altitud del municipio coincide con la ladera meridional de la sierra de Gádor, que alberga la villa de Vícar, que se alza a 288 metros sobre el nivel del mar. A sus pies se extiende el Campo de Dalías, planicie donde se concentra la mayor parte de la población y donde se localizan extensiones dedicadas a la agricultura intensiva en invernaderos.
La altitud del territorio oscila entre los 1567 metros al noroeste (cerro del Pastor), en plena sierra de Gádor, y los 37 metros al sur, en la pedanía de Llanos de Vícar, cerca de La Mojonera.  
En el municipio hay varias ramblas, cauces que concentran las aguas durante lluvias intensas, como la rambla de Carcauz o la rambla de Vícar.

### Clima
El clima de Vícar se caracteriza por ser mediterráneo subdesértico: cálido, con ausencia de heladas y precipitaciones escasas.

### Riesgos naturales
El municipio de Vícar cuenta con un plan territorial de emergencia local que cumple con la Ley 5/2010 sobre autonomía local.

## Historia

### Prehistoria
Los restos más antiguos que indican presencia humana en el municipio se remontan a la Edad del Bronce, pertenecientes a la cultura argárica, que se extendía por buena parte del sureste español. Se trata de un poblado rodeado de paredes rocosas.

### Edad Antigua: los romanos
El territorio que hoy ocupa Vícar perteneció a la Hispania Ulterior, en la primera división provincial de Roma, año 197 a. C.; posteriormente, con la división realizada por Agripa en el 27 a. C., quedaría en las proximidades del límite entre la provincia Hispania Ulterior Baetica y la provincia Hispania Ulterior Tarraconense. A este periodo romano se le atribuye la construcción de los acueductos del barranco de Carcauz. La comarca no había atraído el interés de los romanos dada su escasa importancia durante las guerras de conquista o contra Cartago. Pero a principios del siglo I d. C. les interesa de manera extraordanaria la sierra de Gádor por sus explotaciones mineras. Entre los sucesos catastróficos destacar el terremoto del día 21 de julio de 365 seguido de un maremoto que dejó seca la playa a mucha distancia para luego volver las aguas con gran violencia y asolar las costas.[cita requerida]

### Edad Media: los árabes
Durante la época árabe, Vícar pertenecía a la taha de Almexixar o de Remepipar. La comarca de La Alpujarra, junto con las tierras de Granada, fue poblada por árabes de Damasco tras la invasión. Tras la conquista castellana de la capital en 1147, la segunda expedición musulmana para recuperarla partió desde Granada y pasó por La Alpujarra, quizá por La Mojonera, hacia 1156, tomando Almería al año siguiente.

### Edad Moderna: siglos XVI a XVIII
El 8 de diciembre de 1501, los Reyes Católicos donaron a la ciudad de Almería los lugares de Felix, Enix y Vícar. Sin embargo en 1505 pasan a Alonso Núñez de Madrid de la Chancillería de Granada que fundaría sobre estos terrenos el mayorazgo que daría lugar al Marquesado de Casablanca, cuyo nombre hace referencia al cortijo de Casablanca.
En el siglo XVI se construyó uno de los símbolos del municipio, presente en su escudo: la iglesia-fortaleza de la Villa de Vícar. Durante las guerras moriscas del siglo XVI la campaña de Luis de Requesens pasó por Felix: salió de Granada el 3 de octubre fue de Ugíjar a Dalías, recorrió la sierra de Gádor hasta Felix y Canjáyar el 16 de octubre volvió sobre sus pasos. El resultado final de las campañas sería el despoblamiento de la comarca. Se iniciaba una lenta labor de repoblaciónn que no se concluiría hasta el siglo XIX.
En Vícar se dejan sentir los efectos de los huracanes de finales del siglo XVI y de 1623, que perjudican gravemente a las arboledas de moraledas, y sufriría los terremotos de 31 de diciembre de 1658 y de 1686.[cita requerida]

### Edad Contemporánea
El territorio se vio afectado por la llamada "Nube de Santa Rosa", el día 23 de agosto de 1804, no tanto por la nube tóxica que afectó a las vecinas Berja y Dalías, pero sí por los temblores de tierra. Los temblores se iniciaron en enero, destacando los de los días 13 de enero y 18 de febrero, afectando a todo el suroeste de la provincia de Almería. Tras la nube, los terremotos se repiten hasta finales de ese año, siendo los más destacables los del 24 de agosto y el 26 de septiembre. Los daños sufridos ese año fueron tantos que el Gobierno concedió la exención de contribuciones a varias localidades de Almería y Granada, entre ellas a Vícar.
En 1836 Vícar forma un municipio independiente de Felix.
Tras el comienzo, el 17 de julio de 1936, de la Guerra Civil en España, y un día después del fracaso de la insurrección en Almería, que se produjo el 21 de julio, el obispo de la diócesis de Almería, Diego Ventaja Milán, fue sacado del palacio episcopal de Almería, incautado por el Gobierno, y confinado en la casa del vicario don Rafael Ortega Barrios. El día 27 de ese mismo mes llevaron al obispo de la diócesis de Guadix, don Manuel Medina Olmos, a la misma casa. Tras varios traslados, la noche del 30 de agosto los sacaron junto con diez sacerdotes y tres paisanos, los asesinaron en el barranco del Chisme de Vícar, junto a la carretera que unía Almería y Motril, y quemaron sus cadáveres. Otros asesinados en los meses iniciales de la guerra pudieron haber muerto en el barranco de Carcauz.

## Demografía
Vícar cuenta con una población de 28 835 habitantes (INE 2024).
| Gráfica de evolución demográfica de Vícar entre 1842 y 2021                                                           |
| |
| Población de derecho según los censos de población del INE. Población de hecho según los censos de población del INE. |

| Nacionalidad | Hombres | Mujeres | Total  | %      | Proporción |
| ------------ | ------- | ------- | ------ | ------ | ---------- |
| Española     | 9251    | 9174    | 18 425 | 66.6 % |            |
| Extranjera   | 5814    | 3392    | 9206   | 33.3 % |            |

Según el Instituto Nacional de Estadística de España, en el año 2021 Vícar contaba con 27 398 habitantes censados, que se distribuyen de la siguiente manera:
| Unidad poblacional | Hab. (2021) |
| ------------------ | ----------- |
| La Gangosa         | 9643        |
| Las Cabañuelas     | 6268        |
| Puebla de Vícar    | 4031        |
| Llanos de Vícar    | 1215        |
| La Envía           | 1157        |
| Archilla           | 414         |
| El Parador         | 385         |
| Cañada Sebastiana  | 250         |
| La Lomilla         | 221         |
| La Cimilla         | 205         |
| El Congo           | 132         |
| Vícar              | 115         |
| Marín              | 97          |
| El Llano           | 68          |
| Yegua Verde        | 1           |
| diseminado         | 3196        |
| TOTAL              | 27 398      |

## Comunicaciones

Mapa del municipio con sus vías de comunicación

Algunas de las carreteras más importantes que transcurren por el término municipal de Vícar son:
| Identificador | Descripción |
| ------------- | --- |
| E-15 A-7      | Autovía del Mediterráneo (Ruta europea E15) El acceso a Vícar se realiza a través de la salida 424. |
| N-340a        | Carretera Nacional 340a Formando parte de la N-340 que une Cádiz con Barcelona por la cercana costa mediterránea, la N-340a conecta Vícar con localidades como El Ejido o la capital. |
| A-391         | Carretera autonómica A-391 La A-391, que une Roquetas de Mar con Alicún, municipio de la Alpujarra Almeriense, pasa por Vícar. |
| A-1050        | Carretera autonómica A-1050 Dentro de la Red Complementaria de la Red de Carreteras Autonómicas andaluzas, la A-1050 va desde la A-7, Autovía del Mediterráneo, hasta el núcleo de Cortijos de Marín, pasando por La Mojonera. |
| AL-3301       | Carretera provincial AL-3301 Dentro de la Red Provincial de Carreteras de Almería, la AL-3301 (antigua ALP-109) va desde la rotonda de acceso a la Autovía del Mediterráneo hasta Vícar (Villa de Vícar). El tramo entre Venta Gutiérrez y dicha rotonda pertenecía a la AL-3301, y fue cedido por la Diputación de Almería al Ayuntamiento de Vícar, que aprobó la cesión en un pleno extraordinario celebrado en mayo de 2007. |
| AL-3302       | Carretera provincial AL-3302 Esta carretera comienza en la N-340a en Venta Cosario y finaliza en la A-1050 en La Mojonera. |
| AL-3400       | Carretera provincial AL-3400 La carretera conecta la A-391 a la AL-3301. |

## Economía
El motor de la economía vicaria son los cultivos intensivos bajo plástico (invernaderos), que están íntimamente ligados al desarrollo demográfico y económico de la población desde 1950 (657 habitantes) hasta 2006 (20 220 habitantes).
Desde el año 2008 existe un parque comercial ubicado en Vicar, conocido como Viapark y con más de 40 000 m² se encuentran empresas como Porcelanosa, Carrefour, Decathlon, Bricomart, Kiabi y Urende.

### Evolución de la deuda viva municipal
| Gráfica de evolución de la deuda viva del Ayuntamiento de Vícar entre 2008 y 2019                               |
| |
| Deuda viva del Ayuntamiento de Vícar en miles de euros según datos del Ministerio de Hacienda y Función Pública |

## Símbolos
Vícar cuenta con un escudo y bandera adoptados de manera oficial el 9 de diciembre de 1985 y el 8 de noviembre de 2007 respectivamente.
Bandera
La enseña del municipio tiene la siguiente descripción:

Paño rectangular vez y medio más largo que ancho con superficie tercia al asta en la que el tercio próximo al asta es de color rojo y los dos tercios restantes, de color verde. Sobre el tercio rojo se carga el escudo municipal, rodeado de un filete blanco.

Escudo
Su descripción heráldica es la siguiente:

Escudo cortado y medio partido. Primero, de azur (azul), edificio de plata (blanco). Segundo, de gules (rojo), cruz latina de oro (amarillo) y en punta creciente ranversado. Tercero, de sinople (verde), un cuerno de la abundancia de oro. Al timbre, corona real cerrada.

## Administración y política

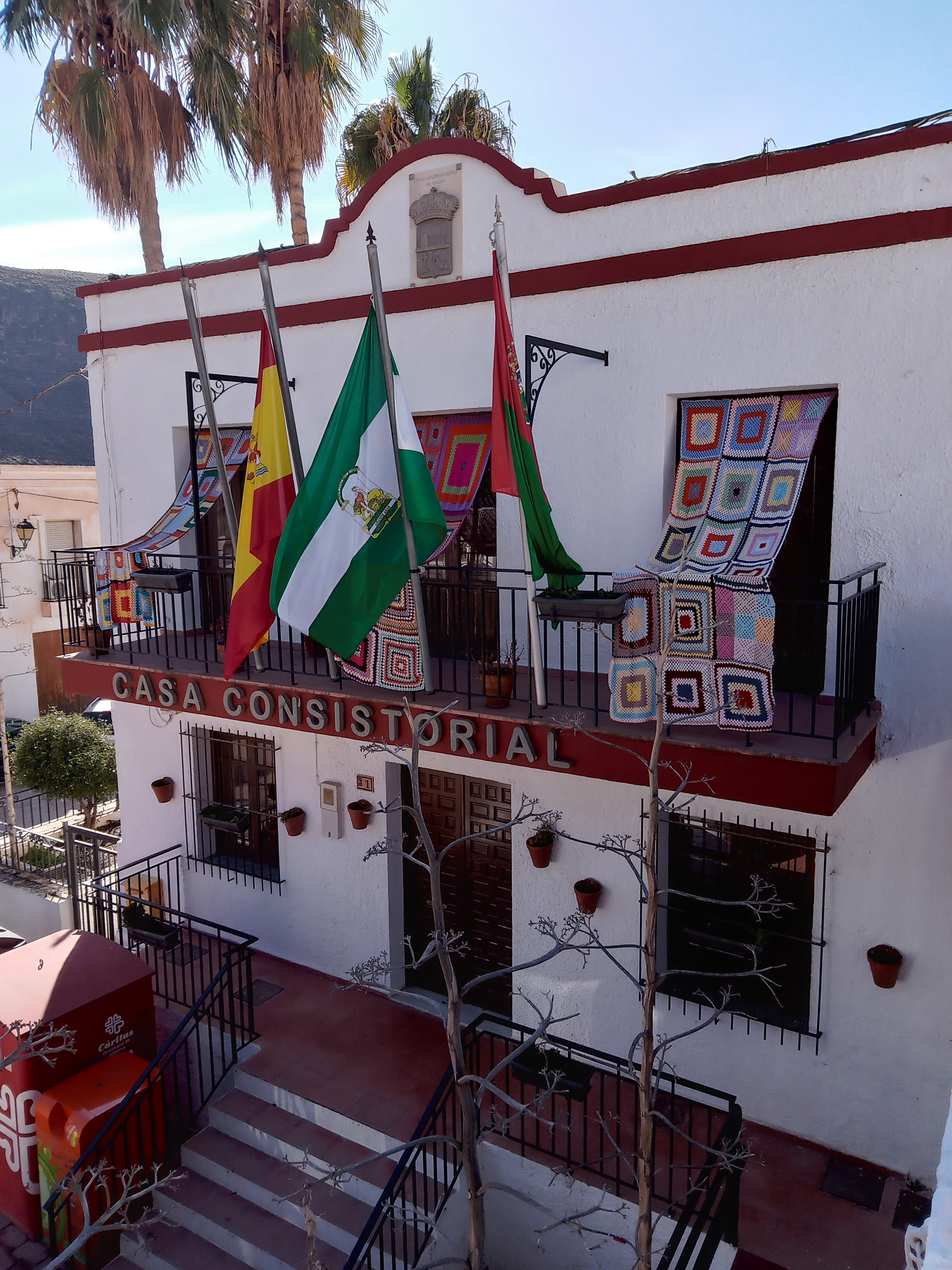
Casa consistorial

### Gobierno municipal
| Legislatura | Nombre                                                                         | Partido Político |
| ----------- | ------------------------------------------------------------------------------ | ---------------- |
| 1979-1983   | José Martínez López                                                            | UCD              |
| 1983-1984   | José Martínez López                                                            | AP               |
| 1984-1987   | Ángel Fernández Galdeano                                                       | PSOE             |
| 1987-1991   | Ángel Fernández Galdeano                                                       | PSOE             |
| 1991-1994   | Ángel Fernández Galdeano                                                       | PSOE             |
| 1995-1999   | Antonio Jesús Rodríguez Ruiz (1995-1998) Antonio Bonilla Rodríguez (1998-1999) | PP PSOE          |
| 1999-2003   | Antonio Bonilla Rodríguez                                                      | PSOE             |
| 2003-2007   | Antonio Bonilla Rodríguez                                                      | PSOE             |
| 2007-2011   | Antonio Bonilla Rodríguez                                                      | PSOE             |
| 2011-2015   | Antonio Bonilla Rodríguez                                                      | PSOE             |
| 2015-2019   | Antonio Bonilla Rodríguez                                                      | PSOE             |
| 2019-2023   | Antonio Bonilla Rodríguez                                                      | PSOE             |
| 2023-act.   | Antonio Bonilla Rodríguez                                                      | PSOE             |

Las formaciones políticas más relevantes en el ámbito local son el PSOE (Partido Socialista Obrero Español), el PP (Partido Popular) e IU (Izquierda Unida); la UCD (Unión de Centro Democrático) fue una fuerza política con presencia en el municipio en los primeros años democráticos: el primer alcalde de la etapa democrática, elegido por sufragio universal, José Martín López, pertenecía a dicho partido.
En 2007 la corporación municipal pasó de diecisiete a veintiún concejales debido al incremento de población. El actual alcalde es el socialista Antonio Bonilla Rodríguez, que ostenta el cargo desde 1999.
En enero de 2020 uno de los concejales de Vox abandonó el partido por fuertes discrepancias con el partido, pasando a ser un concejal no adscrito. Tras esto, Vox pasó a tener 2 concejales en el consistorio.
| Partido político                                 | 2023 | 2023  | 2023       | 2019 | 2019  | 2019       | 2015 | 2015  | 2015       | 2011 | 2011  | 2011       | 2007 | 2007  | 2007       |
| Partido político                                 | %    | Votos | Concejales | %    | Votos | Concejales | %    | Votos | Concejales | %    | Votos | Concejales | %    | Votos | Concejales |
| Partido Socialista Obrero Español (PSOE)         | 4298 | 52,90 | 13         | 4714 | 57,04 | 13         | 4422 | 55,06 | 13         | 4498 | 52,57 | 11         | 4372 | 54,02 | 13         |
| Partido Popular (PP)                             | 2235 | 27,51 | 6          | 1480 | 17,90 | 4          | 2264 | 28,19 | 6          | 3138 | 33,67 | 8          | 2652 | 33,77 | 7          |
| Vox                                              | 987  | 12,14 | 2          | 1031 | 12,47 | 3          | —    | —     | —          | —    | —     | —          | —    | —     | —          |
| Con Andalucía-Izquierda Unida-Los Verdes (IU-LV) | 262  | 3,22  | 0          | 416  | 5,03  | 1          | 614  | 7,65  | 1          | 776  | 9,07  | 2          | 539  | 6,66  | 1          |
| Ciudadanos (CS)                                  | 18   | 0,22  | 0          | 265  | 3,20  | 0          | 449  | 5,59  | 1          | —    | —     | —          | —    | —     | —          |
| Podemos                                          | —    | —     | —          | —    | —     | —          | —    | —     | —          | —    | —     | —          | —    | —     | —          |
| Grupo Independiente por Almería (GIAL)           | —    | —     | —          | —    | —     | —          | —    | —     | —          | —    | —     | —          | —    | —     | —          |

### Organización territorial
Además de la cabecera municipal, Vícar cuenta también con varias entidades de población según el nomenclátor publicado por el Instituto Nacional de Estadística: Barrio de Archilla, Cañada Sebastiana, Llanos de Vícar, Cortijos de Marín (Compartido con Roquetas de Mar), La Lomilla, La Gangosa, El Parador de las Hortichuelas (Compartido con Roquetas de Mar), La Envía, Puebla de Vícar, La Cimilla, Yegua Verde, Cortijo El Llano, Las Cabañuelas, Congo-Canal y El Congo.

## Servicios

### Educación
El equipamiento educativo de Vícar está compuesto por:
| Centros de Enseñanza en Vicar (Fuente: Consejería de Educación - Red de Centros Docentes) | Centros de Enseñanza en Vicar (Fuente: Consejería de Educación - Red de Centros Docentes) | Centros de Enseñanza en Vicar (Fuente: Consejería de Educación - Red de Centros Docentes) | Centros de Enseñanza en Vicar (Fuente: Consejería de Educación - Red de Centros Docentes) | Centros de Enseñanza en Vicar (Fuente: Consejería de Educación - Red de Centros Docentes) | Centros de Enseñanza en Vicar (Fuente: Consejería de Educación - Red de Centros Docentes) | Centros de Enseñanza en Vicar (Fuente: Consejería de Educación - Red de Centros Docentes) |
| Código | Denominación                                                                              | Nombre                                                                                    | Dependencia                                                                               | Dirección                                                                                 | Enseñanzas                                                                                | Servicios                                                                                 |
| --- | ----------------------------------------------------------------------------------------- | ----------------------------------------------------------------------------------------- | ----------------------------------------------------------------------------------------- | ----------------------------------------------------------------------------------------- | ----------------------------------------------------------------------------------------- | ----------------------------------------------------------------------------------------- |
| 04700624 | Instituto de enseñanza secundaria                                                         | IES Villa de Vícar                                                                        | Público                                                                                   | Calle de Cristóbal González Soto, n.º 2                                                   | ESO EE PCPI                                                                               |                                                                                           |
| 04700144 | Instituto de enseñanza secundaria                                                         | IES La Puebla                                                                             | Público                                                                                   | Plaza Platón n.º 5                                                                        | ESO BAC CFGM PCPI ADU                                                                     |                                                                                           |
| 04005211 | Colegio de educación infantil y primaria                                                  | CEIP La Canal                                                                             | Público                                                                                   | Carretera de La Canal sn                                                                  | INF PRI ESO EE                                                                            |                                                                                           |
| 04601695 | Colegio de educación infantil y primaria                                                  | CEIP Blas Infante                                                                         | Público                                                                                   | Camino los Metaleros. La Gangosa                                                          | INF PRI EE                                                                                |                                                                                           |
| 04006161 | Colegio de educación infantil y primaria                                                  | CEIP Saint Sylvain d'Anjou                                                                | Público                                                                                   | Avenida del Pintor Ginés Parra s/n                                                        | INF PRI                                                                                   |                                                                                           |
| 04602328 | Colegio de educación infantil y primaria                                                  | CEIP Félix Rodríguez de la Fuente                                                         | Público                                                                                   | Calle del Mar Rojo, s/n                                                                   | INF PRI ESO EE                                                                            |                                                                                           |
| 04004553 | Colegio de educación infantil y primaria                                                  | CEIP Virgen de la Paz                                                                     | Público                                                                                   | Calle de las Escuelas, s/n                                                                | INF PRI EE                                                                                |                                                                                           |
| 04601701 | Colegio de Educación Infantil y Primaria                                                  | CEIP Federico García Lorca                                                                | Público                                                                                   | Avenida de Federico García Lorca, s/n                                                     | INF PRI ESO EE                                                                            |                                                                                           |
| 04005201 | Centro de educación infantil y primaria                                                   | CEIP Profesor Tierno Galván                                                               | Público                                                                                   | Calle de la Profesora Hortensia Martínez, 11. Cañada Sebastián                            | INF PRI EE                                                                                |                                                                                           |
| 04007992 | Equipo de orientación educativa                                                           | EOE Vícar                                                                                 | Público                                                                                   | Avenida de Andalucía 56, 4. A-4                                                           |                                                                                           |                                                                                           |
| 04008613 | Centro de educación infantil                                                              | CEI EMI                                                                                   | Público                                                                                   | Calle de los Hermanos Machado, 2                                                          | EI                                                                                        |                                                                                           |
| 04009654 | Escuela infantil                                                                          | EI Los Rosales                                                                            | Público                                                                                   | Calle del Mar Rojo, 13                                                                    | EI                                                                                        |                                                                                           |
| 04009137 | Escuela Infantil                                                                          | EI Los Jazmines                                                                           | Público                                                                                   | Calle Escuela, 6                                                                          | EI                                                                                        |                                                                                           |
| 04008868 | Escuela infantil                                                                          | EI Las Azucenas                                                                           | Público                                                                                   | Calle de Celia Viñas s/n                                                                  | EI                                                                                        |                                                                                           |
| 04009058 | Escuela infantil                                                                          | EI Los Geranios                                                                           | Público                                                                                   | Calle del Río Ebro s/n                                                                    | EI                                                                                        |                                                                                           |
| 04008893 | Escuela oficial de idiomas                                                                | EOI Vícar                                                                                 | Público                                                                                   | Platón, 5. IES La Puebla                                                                  | IDI                                                                                       |                                                                                           |
| ADU= Adultos INF=Educación infantil PRI=Educación primaria EE=Educación especial SEC=Educación Secundaria BAC=Bachillerato CFGM=Formación Profesional AEX=Actividades extraescolares AM=Aula matinal COM=Comedor |                                                                                           |                                                                                           |                                                                                           |                                                                                           |                                                                                           |                                                                                           |

### Sanidad
| Nombre del centro                 | Tipo de centro       | Distrito            | Municipio | Provincia |
| --------------------------------- | -------------------- | ------------------- | --------- | --------- |
| La Gangosa                        | Centro de salud      | Poniente de Almería | Vícar     | Almería   |
| Puebla de Vícar                   | Centro de salud      | Poniente de Almería | Vícar     | Almería   |
| Barrio Archilla-Cañada Sebastiana | Consultorio          | Poniente de Almería | Vícar     | Almería   |
| Cabañuelas Bajas                  | Consultorio          | Poniente de Almería | Vícar     | Almería   |
| Llanos de Vícar                   | Consultorio          | Poniente de Almería | Vícar     | Almería   |
| Vícar                             | Consultorio auxiliar | Poniente de Almería | Vícar     | Almería   |

### Seguridad
El municipio cuenta con un puesto principal de la Guardia Civil, el cual está situado en avenida Bulevar Ciudad de Vícar 792. Está al mando de dicha unidad un teniente. También cuenta con una jefatura de Policía Local, la cual está situada en calle Horacio.

## Cultura

### Patrimonio
Civil
Cabe remarcar el conjunto monumental del Barranco de Carcauz, que incluye tres acueductos de posible origen romano: el de los Veinte Ojos, el de los Poyos y otro inacabado. Las aguas eran depositadas en la balsa del Molino.

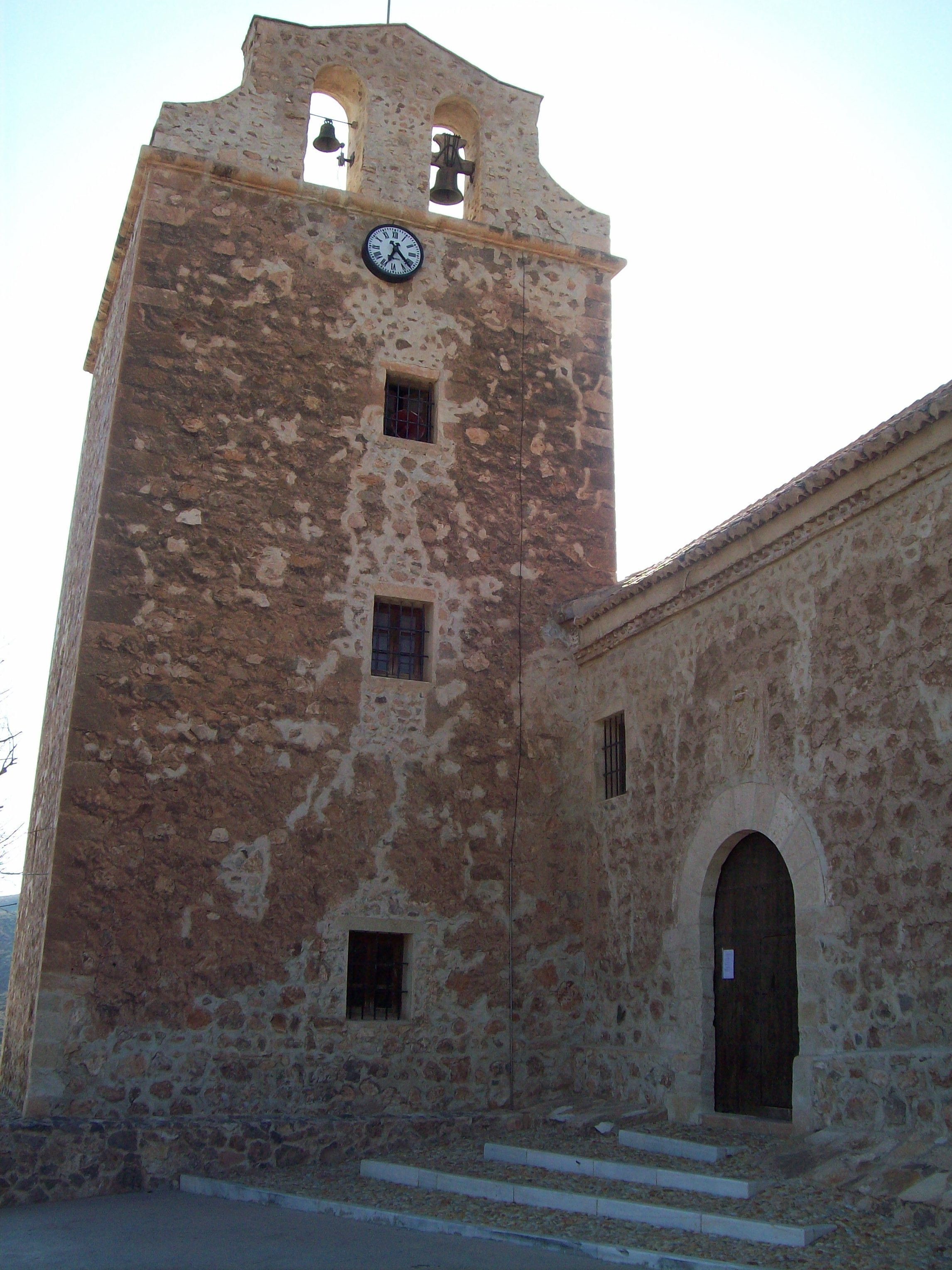
La iglesia de San Benito, en Vícar

También es de interés el Cortijo de Casablanca, que da nombre al título de Marqués de Casablanca que pertenecía a una noble familia asentada en Granada que arrienda a aparceros los terrenos de Vícar, Enix y Felix desde el siglo XVI. Se ubica en las vegas que rodean en pueblo de Vícar, figura en el Diccionario Geográfico Estadístico de Madoz del siglo XIX y a lo largo de los años ha tenido diversas modificaciones.

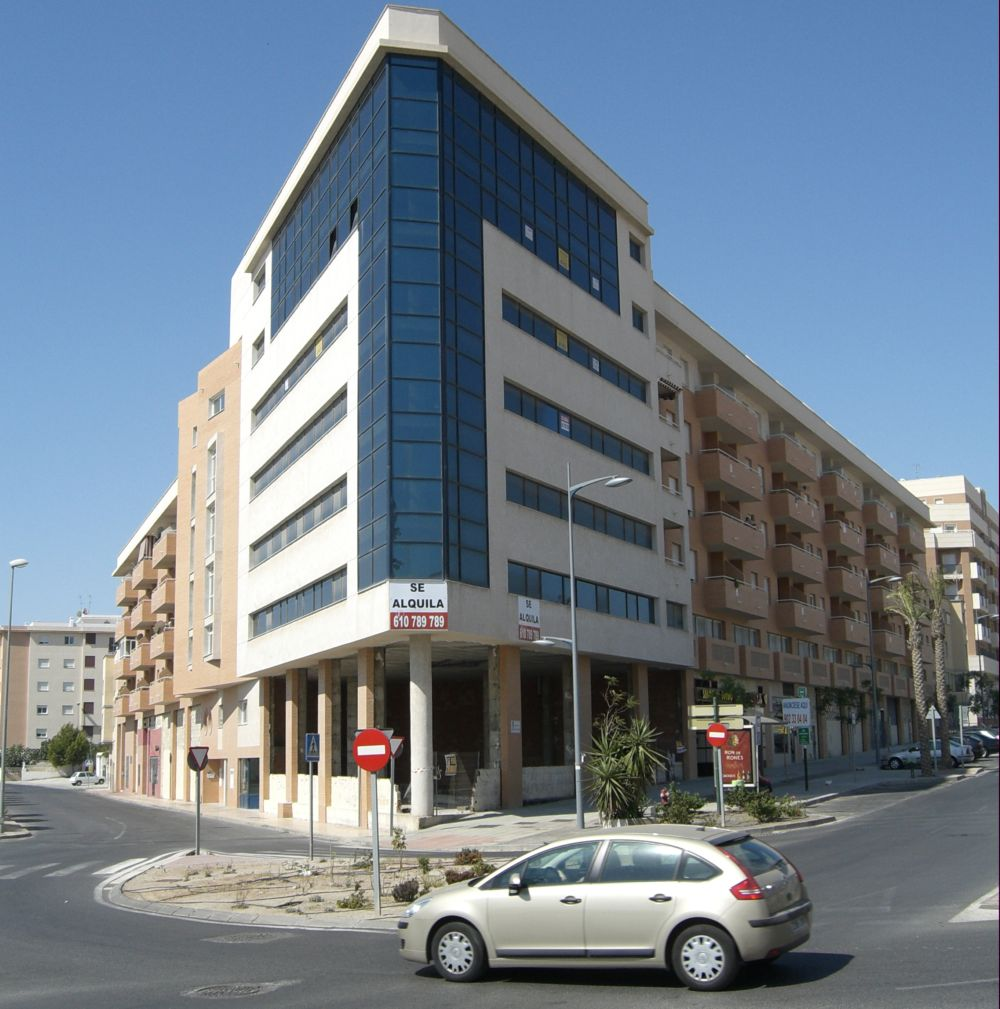
Edificio singular Puerta de Vícar

En 2005 se concluyó la construcción del denominado edificio singular Puerta de Vícar, obra de los arquitectos Salvador Cruz Enciso y José Eulogio Díaz Torres, de remarcable y moderna fachada acristalada en la escalera habilitada para oficinas. Promovido por Promociones Eslaza (Grupo Lazben), fue construido por la empresa Ferrovial Agromán. Este edificio figura en la publicidad de la campaña institucional del Ayuntamiento de Vícar, bajo el lema Vícar, corazón del Poniente, oficial del municipio.
Otra de las construcciones emblemáticas presentes en el municipio es el teatro auditorio Ciudad de Vícar.
En el término municipal hay dos lugares con presencia de restos arqueológicos: en una zona denominada barranco del Cura, cercana a la villa de Vícar, se localiza el yacimiento argárico, una de las manifestaciones de la cultura prehistórica de El Argar.
El segundo yacimiento es el de la villa romana de Cuernotoro que fue parcialmente destruida para la construcción de explotaciones agrícolas. En ella se encontró una moneda acuñada en el año 119 d. C., con la efigie del emperador romano Adriano.
Religioso
Uno de los monumentos más destacables del municipio es la iglesia-fortaleza de San Benito del siglo XVI en la villa de Vícar (Vícar Pueblo), y cuya imagen aparece en el escudo del municipio.

### Eventos culturales
Festivales artísticos
Vícar acogió en el año 2000 la edición más concurrida del Festival de Música Tradicional de la Alpujarra, con más de 30.000 asistentes.

### Medios de comunicación
Desde 2005, el periódico Vícar al día, quincenal gratuito editado por Novotécnica S. A., recoge noticias locales. La emisora municipal es, desde el año 1989, Onda Nueva Radio.
Vícar, junto con El Ejido, Roquetas de Mar, Adra, Berja, Dalías y La Mojonera conforma la demarcación de televisión digital terrestre TL03AL, denominada Ejido. Los canales locales que emitirán en esta demarcación se encuentran en proceso de concesión, dos de ellos serán de gestión pública, el primero cubriendo la zona de El Ejido y el segundo, el resto de municipios de la demarcación, incluyendo a Vícar. Además se repartirán tres licencias privadas, siendo el total de cinco emisoras en la demarcación.

### Deporte

#### Instalaciones deportivas
Vícar cuenta con instalaciones deportivas como el pabellón municipal de deportes, la piscina municipal o el estadio de fútbol de los Juegos Mediterráneos de 2005, inaugurado ese mismo año. El municipio también dispone de espacios al aire libre para practicar deporte. En varios barrios pueden encontrarse parques con máquinas de gerontogimnasia.
Para fomentar el deporte base, existen pabellones deportivos en pedanías como Los Llanos de Vícar o La Gangosa, donde los clubes desarrollan sus actividades y que sirven como escenario de distintas competiciones.
En este municipio se encuentran los orígenes de la carrera ciclista Clásica de Almería, previamente denominada 'Ruta de las Hortalizas'. La Clásica de Almería forma parte del UCI Europe Tour de la Unión Ciclista Internacional. Entre 2012 y 2013, la carrera estuvo encuadrada en la máxima categoría (1.HC) de las pruebas de un día del calendario ciclista internacional. Desde 2014, se encuentra en la categoría 1.1.
La orografía del municipio también es propicia para practicar senderismo y ciclismo de montaña. En zonas como la Vereda de San Andrés, cerca del peñón de Bernal, los ciclistas pueden disfrutar del entorno natural y practicar este deporte.

#### Entidades deportivas
Vícar cuenta con unos veintiséis clubes o asociaciones deportivas. Entre los clubes del municipio, cabe mencionar equipos como el Vícar Goya, de balonmano femenino, perteneciente al Club Polideportivo Goya, que desde la temporada 1998/1999 compite en la máxima categoría a nivel nacional (Liga ABF) en su modalidad.
La natación está representada por el Club Natación Poniente-Vícar, que desde la temporada 2008/2009 compite a nivel provincial, regional y nacional y entrena en la piscina cubierta municipal.
En fútbol, el Club Deportivo Ciudad de Vícar, fundado en 2007, militó desde ese año y hasta 2012 en el Grupo IX de la Tercera División de España.
En fútbol sala, el Club Deportivo Vícar, cuyo equipo femenino milita en el Grupo 3 de la Segunda División Nacional.

## Localidades hermanadas

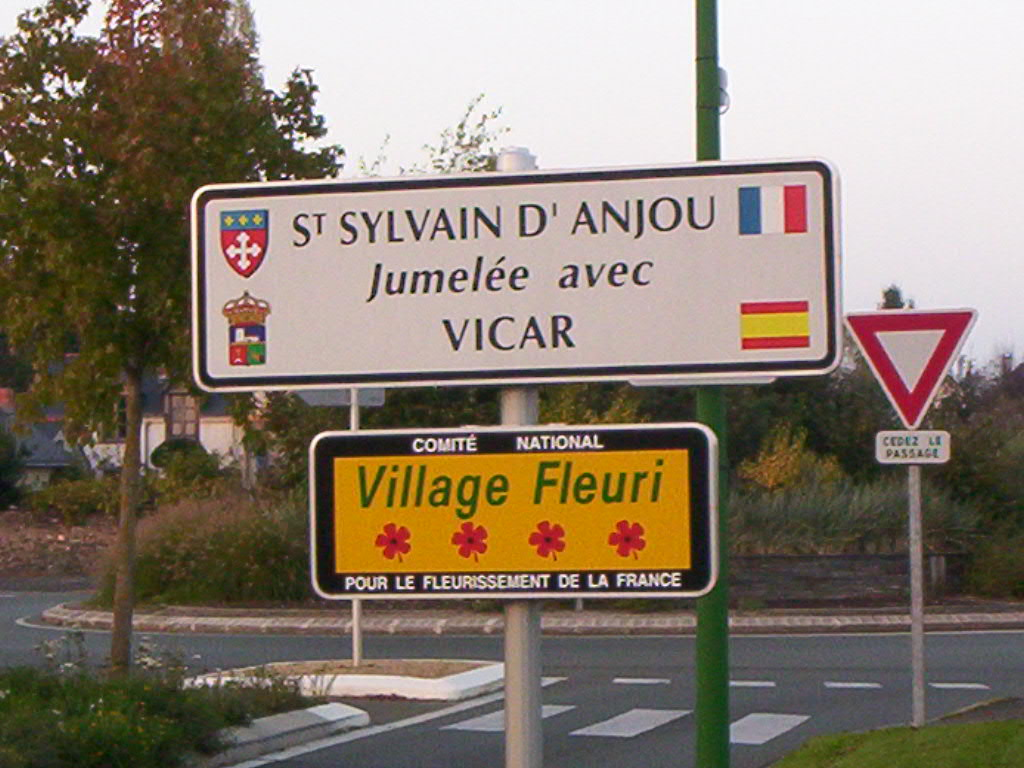
Panel indicativo del hermanamiento, en Saint-Sylvain-d'Anjou

- Saint-Sylvain-d'Anjou, Francia[23]